# 브리티시 스탠더드 파이프
브리티시 스탠더드 파이프(British Standard Pipe, BSP)는 외부(수) 나사를 내부(암) 나사와 결합하여 배관 및 부속품을 연결하고 밀봉하기 위해 국제적으로 채택된 나사산 기술 표준이다. 북미에서는 NPT 및 관련 나사산이 사용되는 것을 제외하고, 배관 및 배관 설비 분야에서 표준으로 채택되었다.

## 종류
두 가지 유형의 나사산이 구별된다.

BSPP 피팅

- 평행(직선) 나사산, 브리티시 스탠더드 파이프 평행 나사산 (BSPP; 원래 브리티시 스탠더드 파이프 피팅 나사산/BSPF 및 브리티시 스탠더드 파이프 기계 나사산/BSPM으로도 알려짐[1])은 일정한 지름을 가지며, 문자 G로 표시된다.
- 테이퍼 나사산, 브리티시 스탠더드 파이프 테이퍼 나사산 (BSPT)은 나사산 길이에 따라 지름이 증가하거나 감소하며, 문자 R로 표시된다.

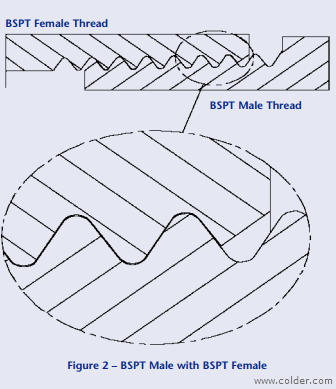
BSPT 나사산

이들은 두 가지 유형의 조인트로 결합될 수 있다.
조인트 나사산두 나사산이 서로 맞물려 압력 밀봉이 이루어지는 파이프 나사산이다. 항상 테이퍼 수나사를 사용하지만, 평행 또는 테이퍼 암나사를 가질 수 있다. (유럽에서는 테이퍼 암파이프 나사산이 일반적으로 사용되지 않는다.)
롱스크루 나사산압력 밀봉 조인트가 수나사의 끝면과 소켓 또는 니플 면 사이에 부드러운 재료(O링 실 또는 와셔 등)를 압축하고 백너트를 조여서 달성되는 평행 파이프 나사산이다.

## 나사산 형태
나사산 형태는 브리티시 스탠더드 휘트워스 표준을 따른다.
- 플랭크 사이의 각도가 55°인 대칭 V-나사산 (축 방향 평면에서 측정)
- 이 날카로운 V의 6분의 1이 상단과 하단에서 잘려 있다.
- 나사산은 r ≈ 0.1373P인 플랭크에 접선으로 끝나는 원형 호에 의해 산마루와 골에서 동일하게 둥글게 처리된다.
- 나사산의 이론적 깊이는 공칭 피치의 0.6403배이다. h ≈ 0.6403P

## 파이프 나사산 크기
최소 41가지의 나사산 크기가 1⁄16부터 18까지 정의되어 있으며, 이 중 ISO 7에는 15가지, ISO 228에는 24가지만 포함되어 있다. 크기 번호는 원래 나사산이 의도된 강철 튜브의 내경(인치 단위로 측정)을 기반으로 했지만, 현대 파이프는 재료를 절약하기 위해 더 얇은 벽을 사용하는 경향이 있어 이 공칭 크기보다 더 큰 내경을 가진다. 현대 표준 미터법 버전에서는 단순히 크기 번호이며, 나열된 지름 크기는 외부 나사산의 주요 외경이다. 테이퍼 나사산의 경우, 나사산의 작은 끝에서 "게이지 길이"(나사산 피치 하나 플러스/마이너스)에서의 지름이다. 테이퍼는 1:16으로, 끝에서 16단위 길이 증가할 때마다 지름이 1단위 증가한다는 의미이다.
| G / R 크기 | 나사산 밀도 (TPI) | 나사산 피치 | 주 지름 | 주 지름 | 소 지름 | 소 지름 | 게이지 길이 | 게이지 길이 | 태핑 드릴 | 태핑 드릴 |
| G / R 크기 | 나사산 밀도 (TPI) | 나사산 피치 | 주 지름 | 주 지름 | 소 지름 | 소 지름 | 게이지 길이 | 게이지 길이 | R 95%     | G 80%     |
| (인치)     | (인치−1)          | (mm)        | (인치)  | (mm)    | (인치)  | (mm)    | (인치)      | (mm)        | (mm)      | (mm)      |
| ---------- | ----------------- | ----------- | ------- | ------- | ------- | ------- | ----------- | ----------- | --------- | --------- |
| 1⁄16       | 28                | 0.907       | 0.3041  | 7.723   | 0.2583  | 6.561   | 5⁄32        | 4.0         | 6.6       | 6.8       |
| 1⁄8        | 28                | 0.907       | 0.3830  | 9.728   | 0.3372  | 8.566   | 5⁄32        | 4.0         | 8.6       | 8.8       |
| 1⁄4        | 19                | 1.337       | 0.5180  | 13.157  | 0.4506  | 11.445  | 0.2367      | 6.0         | 11.5      | 11.8      |
| 3⁄8        | 19                | 1.337       | 0.6560  | 16.662  | 0.5886  | 14.950  | 1⁄4         | 6.4         | 15.0      | 15.3      |
| 1⁄2        | 14                | 1.814       | 0.8250  | 20.955  | 0.7335  | 18.631  | 0.3214      | 8.2         | 18.7      | 19.1      |
| 5⁄8        | 14                | 1.814       | 0.9020  | 22.911  | 0.8105  | 20.587  | 0.3214      | 8.2         | 20.7      | 21.1      |
| 3⁄4        | 14                | 1.814       | 1.0410  | 26.441  | 0.9495  | 24.117  | 3⁄8         | 9.5         | 24.2      | 24.6      |
| 7⁄8        | 14                | 1.814       | 1.1890  | 30.201  | 1.0975  | 27.877  | 3⁄8         | 9.5         | 28.0      | 28.3      |
| 1          | 11                | 2.309       | 1.3090  | 33.249  | 1.1926  | 30.291  | 0.4091      | 10.4        | 30.4      | 30.9      |
| 1+1⁄8      | 11                | 2.309       | 1.4920  | 37.897  | 1.3756  | 34.939  | 0.4091      | 10.4        | 35.1      | 35.5      |
| 1+1⁄4      | 11                | 2.309       | 1.6500  | 41.910  | 1.5335  | 38.952  | 1⁄2         | 12.7        | 39.1      | 39.5      |
| 1+3⁄8      | 11                | 2.309       | 1.7450  | 44.323  | 1.6285  | 41.365  | 1⁄2         | 12.7        | 41.5      | 42.0      |
| 1+1⁄2      | 11                | 2.309       | 1.8820  | 47.803  | 1.7656  | 44.845  | 1⁄2         | 12.7        | 45.0      | 45.4      |
| 1+5⁄8      | 11                | 2.309       | 2.0820  | 52.883  | 1.9656  | 49.926  | 5⁄8         | 15.9        | 50.1      | 50.5      |
| 1+3⁄4      | 11                | 2.309       | 2.1160  | 53.746  | 1.9995  | 50.788  | 5⁄8         | 15.9        | 50.9      | 51.4      |
| 1+7⁄8      | 11                | 2.309       | 2.2440  | 56.998  | 2.1276  | 54.041  | 5⁄8         | 15.9        | 54.2      | 54.6      |
| 2          | 11                | 2.309       | 2.3470  | 59.614  | 2.2306  | 56.656  | 5⁄8         | 15.9        | 56.8      | 57.2      |
| 2+1⁄4      | 11                | 2.309       | 2.5870  | 65.710  | 2.4706  | 62.752  | 11⁄16       | 17.5        | 62.9      | 63.3      |
| 2+1⁄2      | 11                | 2.309       | 2.9600  | 75.184  | 2.8435  | 72.226  | 11⁄16       | 17.5        | 72.4      | 72.8      |
| 2+3⁄4      | 11                | 2.309       | 3.2100  | 81.534  | 3.0935  | 78.576  | 13⁄16       | 20.6        | 78.7      | 79.2      |
| 3          | 11                | 2.309       | 3.4600  | 87.884  | 3.3435  | 84.926  | 13⁄16       | 20.6        | 85.1      | 85.5      |
| 3+1⁄4      | 11                | 2.309       | 3.7000  | 93.980  | 3.5835  | 91.022  | 7⁄8         | 22.2        | 91.2      | 91.6      |
| 3+1⁄2      | 11                | 2.309       | 3.9500  | 100.330 | 3.8335  | 97.372  | 7⁄8         | 22.2        | 97.5      | 98.0      |
| 3+3⁄4      | 11                | 2.309       | 4.2000  | 106.680 | 4.0835  | 103.722 | 7⁄8         | 22.2        | 103.9     | 104.3     |
| 4          | 11                | 2.309       | 4.4500  | 113.030 | 4.3335  | 110.072 | 1           | 25.4        | 110.2     | 110.7     |
| 4+1⁄2      | 11                | 2.309       | 4.9500  | 125.730 | 4.8335  | 122.772 | 1           | 25.4        | 122.9     | 123.4     |
| 5          | 11                | 2.309       | 5.4500  | 138.430 | 5.3335  | 135.472 | 1 ⁄8        | 28.6        | 135.6     | 136.1     |
| 5+1⁄2      | 11                | 2.309       | 5.9500  | 151.130 | 5.8335  | 148.172 | 1 ⁄8        | 28.6        | 148.3     | 148.8     |
| 6          | 11                | 2.309       | 6.4500  | 163.830 | 6.3335  | 160.872 | 1 ⁄8        | 28.6        | 161.0     | 161.5     |
| 7          | 10                | 2.540       | 7.4500  | 189.230 | 7.3220  | 185.979 | 1 3⁄8       | 34.9        | 186.1     | 186.6     |
| 8          | 10                | 2.540       | 8.4500  | 214.630 | 8.3220  | 211.379 | 1 ⁄2        | 38.1        | 211.5     | 212.0     |
| 9          | 10                | 2.540       | 9.4500  | 240.030 | 9.3220  | 236.779 | 1 ⁄2        | 38.1        | 236.9     | 237.4     |
| 10         | 10                | 2.540       | 10.4500 | 265.430 | 10.3220 | 262.179 | 1 5⁄8       | 41.3        | 262.3     | 262.8     |
| 11         | 8                 | 3.175       | 11.4500 | 290.830 | 11.2900 | 286.766 | 1 5⁄8       | 41.3        | 287.0     | 287.6     |
| 12         | 8                 | 3.175       | 12.4500 | 316.230 | 12.2900 | 312.166 | 1 5⁄8       | 41.3        | 312.4     | 313.0     |
| 13         | 8                 | 3.175       | 13.6800 | 347.472 | 13.5200 | 343.408 | 1 5⁄8       | 41.3        | 343.6     | 344.2     |
| 14         | 8                 | 3.175       | 14.6800 | 372.872 | 14.5200 | 368.808 | 1 3⁄4       | 44.5        | 369.0     | 369.6     |
| 15         | 8                 | 3.175       | 15.6800 | 398.272 | 15.5200 | 394.208 | 1 3⁄4       | 44.5        | 394.4     | 395.0     |
| 16         | 8                 | 3.175       | 16.6800 | 423.672 | 16.5200 | 419.608 | 1 7⁄8       | 47.6        | 419.8     | 420.4     |
| 17         | 8                 | 3.175       | 17.6800 | 449.072 | 17.5200 | 445.008 | 2           | 50.8        | 445.2     | 445.8     |
| 18         | 8                 | 3.175       | 18.6800 | 474.472 | 18.5200 | 470.408 | 2           | 50.8        | 470.6     | 471.2     |

이러한 표준 파이프 나사산은 다음 블록 순서로 공식적으로 언급된다.
- 파이프 나사산(Pipe thread)이라는 단어,
- 표준 문서 번호 (예: ISO 7 또는 EN 10226)
- 파이프 나사산 유형 기호:
  - G, 외부 및 내부 평행 (ISO 228)
  - R, 외부 테이퍼 (ISO 7)
  - Rp, 내부 평행 (ISO 7/1)
  - Rc, 내부 테이퍼 (ISO 7)
  - Rs, 외부 평행
- 나사산 크기

나사산은 일반적으로 오른손잡이이다. 왼손잡이 나사산의 경우 LH 문자가 추가된다.
예시: Pipe thread EN 10226 Rp 2+1⁄2
G와 R 사용에 대한 용어는 독일에서 유래했다 (G는 가스용, 원래 가스 파이프에 사용하도록 설계되었기 때문; R은 로어(rohr)로, 파이프를 의미).

## 파이프 및 패스너 치수
| G / R 크기 | Typ. 너트 크기 | 해당 파이프 | 해당 파이프 | 해당 파이프 | 해당 파이프 |
| G / R 크기 | Typ. 너트 크기 | DN          | OD          | 벽          |             |
| (인치)     | (mm)           | (mm)        | (mm)        | (mm)        |             |
| ---------- | -------------- | ----------- | ----------- | ----------- | ----------- |
| 1⁄16       |                | 3           |             |             |             |
| 1⁄8        | 15             | 6           | 10.2        | 2           |             |
| 1⁄4        | 19             | 8           | 13.5        | 2.3         |             |
| 3⁄8        | 22 or 23       | 10          | 17.2        | 2.3         |             |
| 1⁄2        | 27             | 15          | 21.3        | 2.6         |             |
| 3⁄4        | 32             | 20          | 26.9        | 2.6         |             |
| 1          | 43             | 25          | 33.7        | 3.2         |             |
| 1+1⁄4      | 53             | 32          | 42.4        | 3.2         |             |
| 1+1⁄2      | 57             | 40          | 48.3        | 3.2         |             |
| 2          | 70             | 50          | 60.3        | 3.6         |             |
| 2+1⁄2      |                | 65          | 76.1        | 3.6         |             |
| 3          |                | 80          | 88.9        | 4           |             |
| 4          |                | 100         | 114.3       | 4.5         |             |
| 5          |                | 125         | 139.7       | 5           |             |
| 6          |                | 150         | 168.3       | 5           |             |

## ISO 7 (압력 밀봉 나사산)
표준 ISO 7 - 나사산에서 압력 밀봉 조인트가 만들어지는 파이프 나사산은 다음 부분으로 구성된다.
- ISO 7-1:1994 치수, 공차 및 명칭
- ISO 7-2:2000 한계 게이지를 이용한 검증

## ISO 228 (비압력 밀봉 나사산)
표준 ISO 228 - 나사산에서 압력 밀봉 조인트가 만들어지지 않는 파이프 나사산은 다음 부분으로 구성된다.
- ISO 228-1:2000 치수, 공차 및 명칭
- ISO 228-2:1987 한계 게이지를 이용한 검증

## 같이 보기
- AN 나사산
- 영국 표준 황동 나사산
- 브리티시 스탠더드 휘트워스
- 정원 호스 나사산
- 판처게빈데
- 나사산 각도
- 나사산 파이프

| 이전 ISO 6 | ISO 목록 | 다음 ISO 8 |